# Arbetaren
Arbetaren (El Trabajador) es un periódico sueco de emisión semanal. Es publicado desde 1922 por el sindicato anarquista SAC.